# Zoe Aldcroftová
Zoe Rosalind Aldcroftová (19. listopadu 1996, Scarborough) je anglická ragbistka hrající jako druhořadník. V roce 2021 byla zvolena nejlepší ragbistkou světa.
Za Anglii hraje od července 2016. Ve svém prvním zápase proti Francii položila i svou první pětku. Na mistrovství světa v roce 2017 a 2021 (konané v roce 2022) získala s reprezentací 2. místo. Je vítězkou WXV1 z roku 2023 a 2024. Od roku 2025 je kapitánkou Anglie. Vyhrála sedmkrát Pohár 6 národů (2017, 2020–2025). 
Na klubové úrovni hrála za DMP Sharks (2015–2018) a následně za Gloucester-Hartpury. S tímto týmem vyhrála třikrát v řadě anglickou nejvyšší ligu (2023 až 2025).